# Ernestine Panckoucke
Ernestine Panckoucke, née Anne-Ernestine Désormeaux à Paris le 10 juin 1784 et morte dans la même ville le 22 décembre 1860, est une aquarelliste française spécialisée dans l'illustration botanique et florale.

## Biographie
Ses parents émigrent en Allemagne à la Révolution, ce qui lui permet d'acquérir une bonne connaissance de la langue, qu'elle utilise pour être la première traductrice française de Goethe. Elle vit maritalement avec le libraire-éditeur Charles-Louis-Fleury Panckoucke, avant de l'épouser le 4 octobre 1808, deux mois avant la naissance de leur fils Ernest. Installé à l'Hôtel de Thou, jadis acquis par Charles-Joseph Panckoucke rue des Poitevins, le couple voyage en Italie, en Angleterre et en Écosse, et reçoit tous les jeudis. Les invités sont Champollion, Geoffroy Saint-Hilaire, Ingres, Gavarni, Victor Cousin, Berlioz ou Liszt, qui se retrouvent également dans le domaine de Fleury-sous-Meudon acquis en 1818.
Ernestine Panckoucke acquiert une formation artistique d'abord auprès de Gérard van Spaendonck, puis de Pierre-Joseph Redouté, dont la propriété à Meudon est voisine de la sienne. Sa technique préférée est l'aquarelle. Elle participe à la Flore médicale, ouvrage édité par son époux, en réalisant 19 des 400 planches, les autres étant de la main de Pierre Jean François Turpin.

## Traductions
- Poésies de Goethe, traduites pour la 1ère fois de l'allemand par Mme E. Panckoucke, Paris, C.L.F. Panckoucke, 1825, 155 p. Quérard, dans ses Supercheries littéraires dévoilées, prétend que la traduction serait en fait due à Aubert de Vitry et Loève-Veimars[3].

## Illustrations
- Flore usuelle, recueil de toutes les plantes usitées dans les sciences, les beaux arts... la médecine et la pharmacie, décrite par Chaumeton, Chamberet et Poiret, peinte par Mme E. Panckoucke et Pierre Jean François Turpin. - Essai d'une iconographie élémentaire et philosophique des végétaux avec un texte explicatif par P.-J.-F. Turpin, Paris, Charles-Louis-Fleury Panckoucke, 8 tomes en 4 volumes
- Flore médicale, décrite par F. P. Chaumeton, docteur en médecine, peinte par Mme E. P........., et par P. J. F. Turpin..., Paris, C.L.F. Panckoucke, 1814-1820

## Galerie

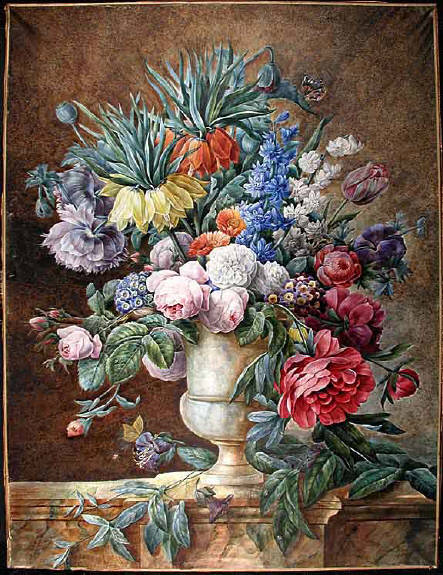
Arrangement floral
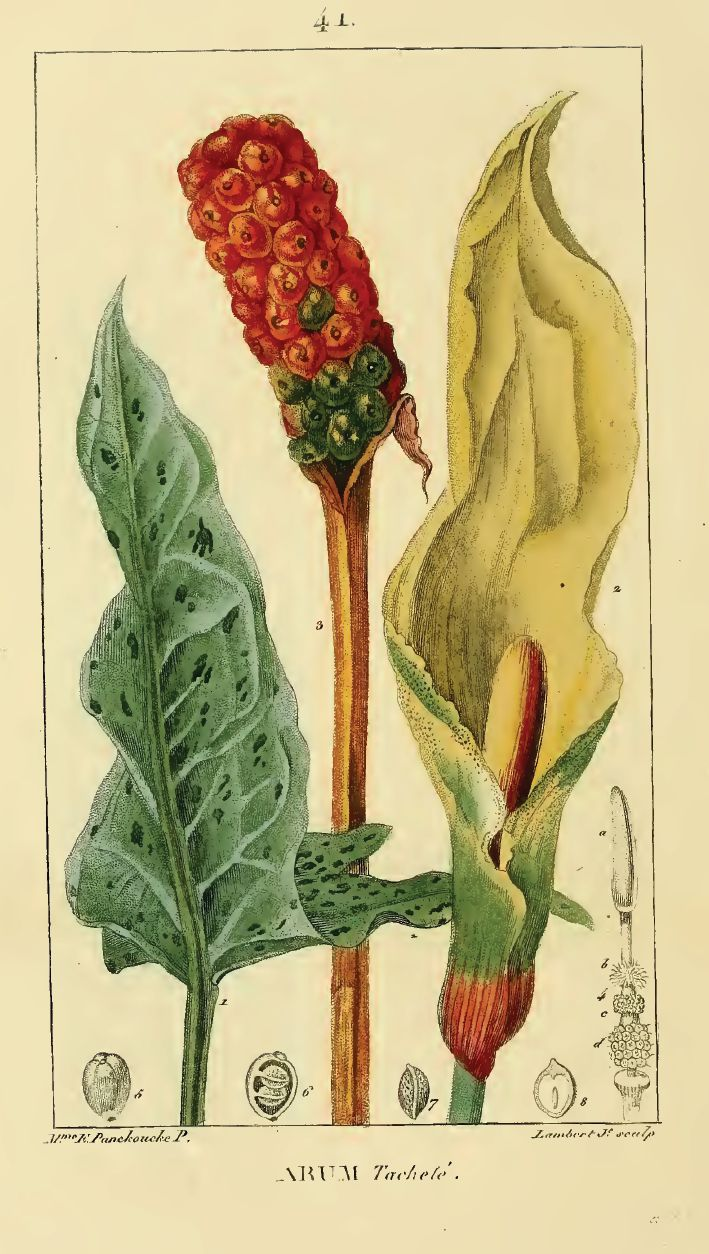
Arum maculatum
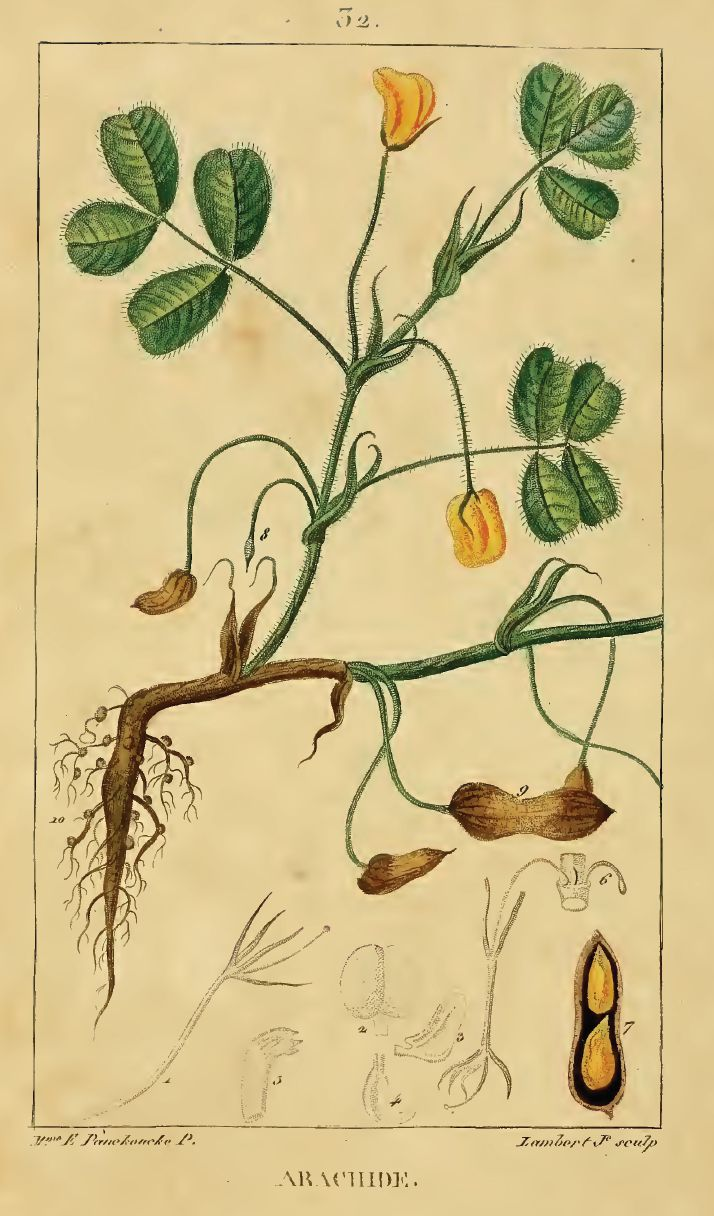
Arachis hypogaea
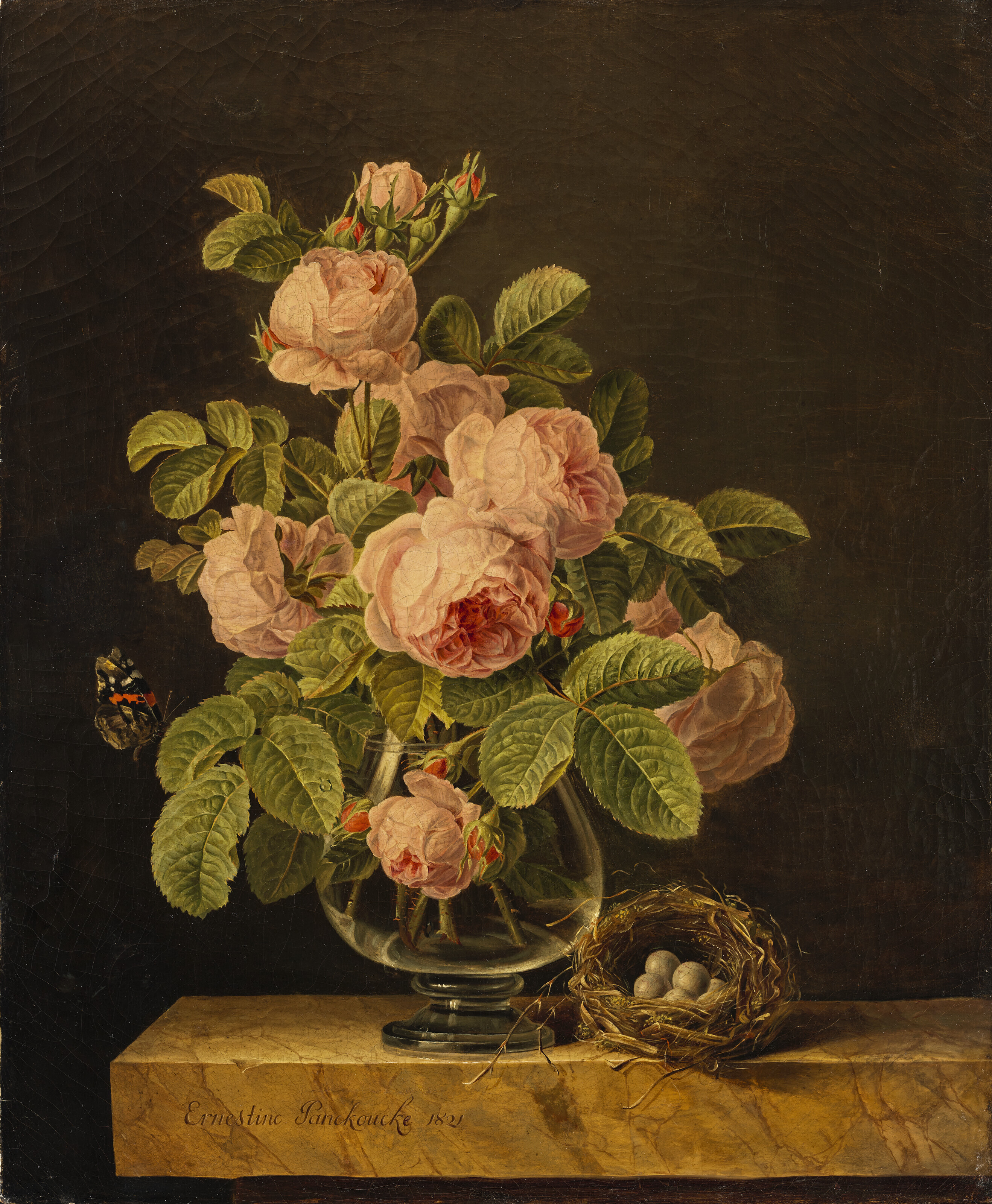
Un vase de roses au papillon et un nid sur un entablement